# Stijn (voornaam)
Stijn is een Nederlandse jongensvoornaam (sporadisch ook gebruikt voor meisjes). De naam is ontstaan als verkorting van de namen:
- Augustijn, of Augustinus, afgeleid van het Latijnse 'augere', met de betekenis 'vermeerderen'. De naam betekent 'de verhevene'.
- Constantijn. De naam betekent "de standvastige".

De meisjesvoornaam Stijntje is een variant van Christina.

## Bekende naamdragers

### Mannen
- Stijn Baert, Belgisch econoom
- Stijn Bex, Belgisch politicus bij Groen!
- Stijn Coninx, Belgisch filmregisseur
- Stijn De Smet, Belgisch voetballer
- Stijn Devillé, Belgisch theaterauteur
- Stijn Devolder, Belgisch wielrenner
- Stijn De Wilde, Belgisch voetballer
- Stijn Fens, Nederlands journalist
- Stijn Francis, Belgisch voetballer
- Stijn Gabriëls, Nederlands honkballer
- Stijn Haeldermans, Belgisch voetballer
- Stijn Helsen, Belgisch modeontwerper
- Stijn Jaspers, Nederlands langeafstandsloper
- Stijn Meert, Belgisch voetballer
- Stijn Meuris, Belgisch zanger en muzikant
- Stijn Minne, Belgisch voetballer
- Stijn Schaars, Nederlands voetballer
- Stijn Smets, Belgisch radiopersoonlijkheid
- Stijn Stijnen, Belgisch voetballer
- Stijn Streuvels, Belgische auteur
- Stijn Stroobants, Belgische hoogspringer
- Stijn Vandeputte, Belgisch muzikant en acteur
- Stijn Van de Voorde, Belgisch radiopresentator
- Stijn Vandenbergh, Belgisch wielrenner
- Stijn Van Der Kelen, Belgisch voetballer
- Stijn Van Haecke, Belgisch acteur
- Stijn Van Opstal, Belgisch acteur
- Stijn Vlaeminck, Belgisch sportverslaggever
- Stijn Vlaminck, Belgisch voetballer
- Stijn Vranken, Belgisch dichter
- Stijn Vreven, Belgisch voetballer
- Stijn Westenend, Nederlands acteur
- Stijn Wuytens, Belgisch voetballer

### Vrouwen
- Stijn Fransen, Nederlands actrice
- Stijntje Pratomo-Gret, Nederlands verzetsstrijdster

### Ficitieve naamdragers
- * Stijn De Belder, een personage uit de Vlaamse soap Thuis.

## Anders geschreven
Er zijn een aantal namen die hetzelfde klinken als Stijn maar anders geschreven worden.
Stein komt het meeste voor. De spellingswijze hangt vooral af van de provincie en het plaatselijke dialect; in Friesland heten veel mensen Steyn met -ey-